# Борей

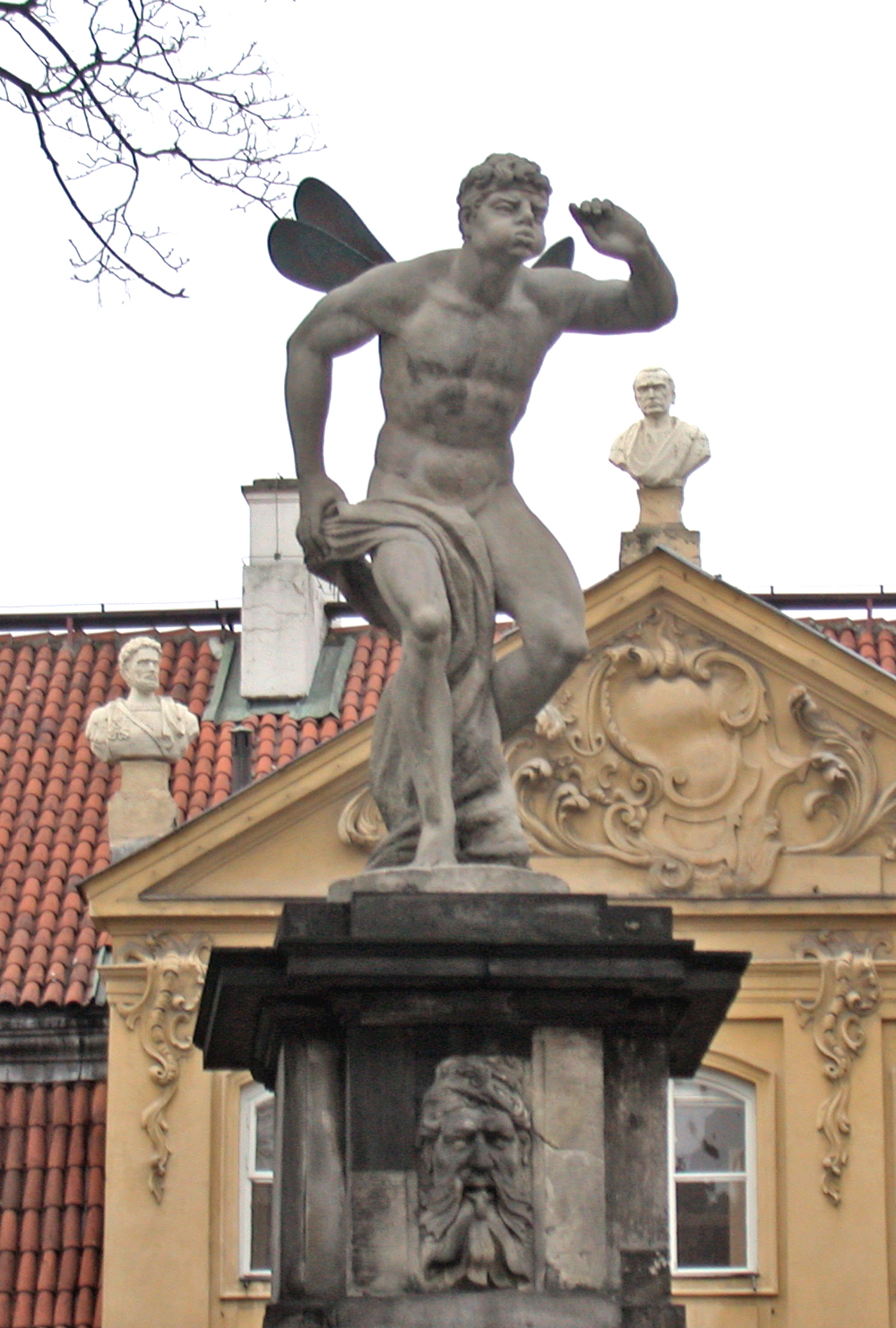
Статуя Борея біля Палацу чотирьох вітрів у Варшаві

Боре́й (грец. Borrhas, Boreas) — бог північного вітру, син Астрея (Зоряного неба) й Еос (Ранкової зірки), брат Зефіра, Нота й Евра; жив у печері у Фракії.

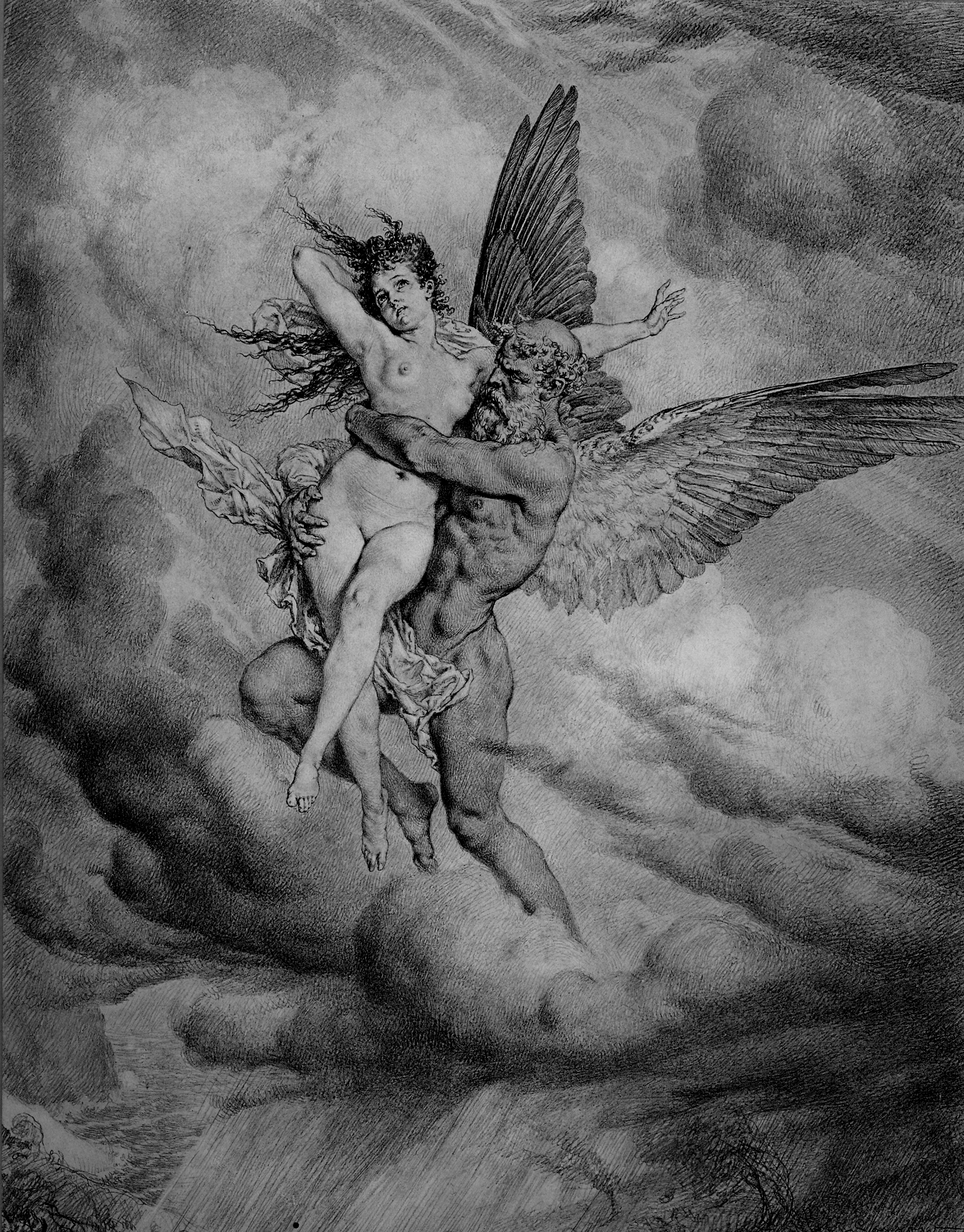
Викрадення Бореєм Оритії на ілюстрації Генріха Лоссофа

Викрав Орітію, дочку афінського царя Ерехтея, що народила від нього Бореадів, Гемоса та дочок Клеопатру і Хіону (улюбленицю Посейдона). За Гомером, від Борея, що обернувся на жеребця, кобили Ерехтея породили дванадцять швидких, як вітер, лошат. В Афінах на честь Борея споруджено храм за те, що він допоміг перемогти флот Ксеркса, та встановлено бореазми.
Сюжет міфу, найчастіше сцену викрадення Орітії, відтворено в античній пластиці та в пізнішому європейському живописі (Агостіно Карраччі, Пітер Пауль Рубенс, Шарль Лебрен, Франсуа Буше).